# Tarnowska Wola (województwo łódzkie)
Tarnowska Wola – wieś w Polsce położona w województwie łódzkim, w powiecie tomaszowskim, w gminie Lubochnia.
W latach 1975–1998 miejscowość położona była w województwie piotrkowskim. Do 17 lipca 1986 w gminie Żelechlinek.

## "Dzielnice"
Miejscowość oprócz swojej głównej części zawiera także dzielnice, które niegdyś zwyczajowo a także i urzędowo były postrzegane jako samodzielne miejscowości.
- Bielawy
- Karchowe
- Kolonia Tarnowska Wola
- Przewrocia
- Ogrody